# Якоб Гурт

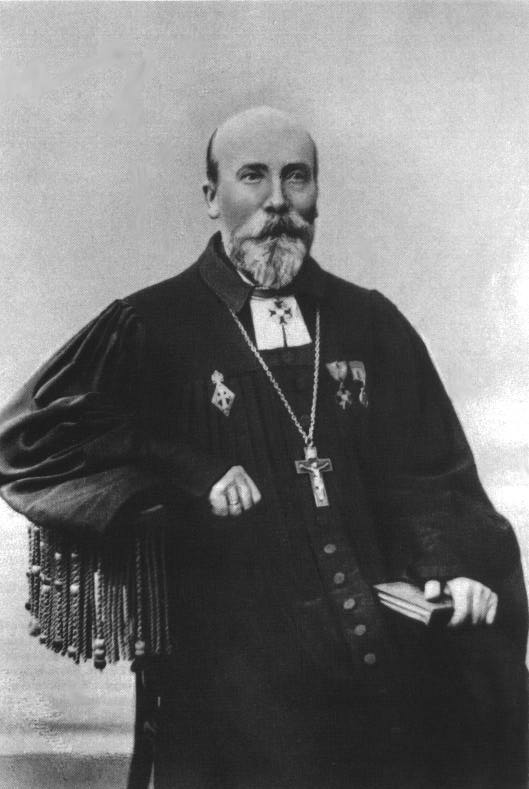
Якоб Гурт молодим пастором у Санкт-Петербурзі

Якоб Гурт (22 липня 1839, Хіммасте — 13 січня 1907, Санкт-Петербург) — естонський фольклорист, теолог та лінгвіст.

## Життєпис
Гурт відомий як король естонського фольклору. За його планом у 1870 повинен був з'явитися шеститомник Monumenta Estoniae Antiquae. Він організував через пресу понад 1400 волонтерів, які пройшли Лівонію від хати до хати і зібрали близько 124 тис. сторінок текстів. Однак через фінансові труднощі у 1875–1876 вийшо тільки два томи народних пісень під назвою Vana kannel (Стара лютня). Ще два томи були опубліковані в 1938 та 1941. Гурт також опублікував тритомну збірку Setukeste laulud (Пісні сету).
Як лінгвіст він захистив дисертацію про іменники з чистим коренем -ne («Die estnischen Nomina auf -ne purum», 1886).

## Вшанування пам'яті
Зображення Гурта було поміщено на десятикроновій банкноті Естонії до переходу на євро.